# Chromadora antillensis
Chromadora antillensis är en rundmaskart som först beskrevs av Allgen 1947.  Chromadora antillensis ingår i släktet Chromadora och familjen Chromadoridae. Inga underarter finns listade i Catalogue of Life.